# San Juan Xcotún
San Juan Xcotún es una localidad del estado de Yucatán, México, comisaría del municipio de Chicxulub Pueblo.

## Toponimia
El nombre (San Juan Xcotún) hace referencia a Juan el Apóstol y Xcotún proviene del idioma maya.

## Infraestructura
- Una exhacienda semiabandonada.

## Demografía
Según el censo de 1980 del INEGI, la población de la localidad era de 2 habitantes.
| 24                          | ? | 14 | 12 | 14 | 34 | 50 | 32 | 2 |
| (Fuente: INEGI [Consultar]) |   |    |    |    |    |    |    |   |

## Galería

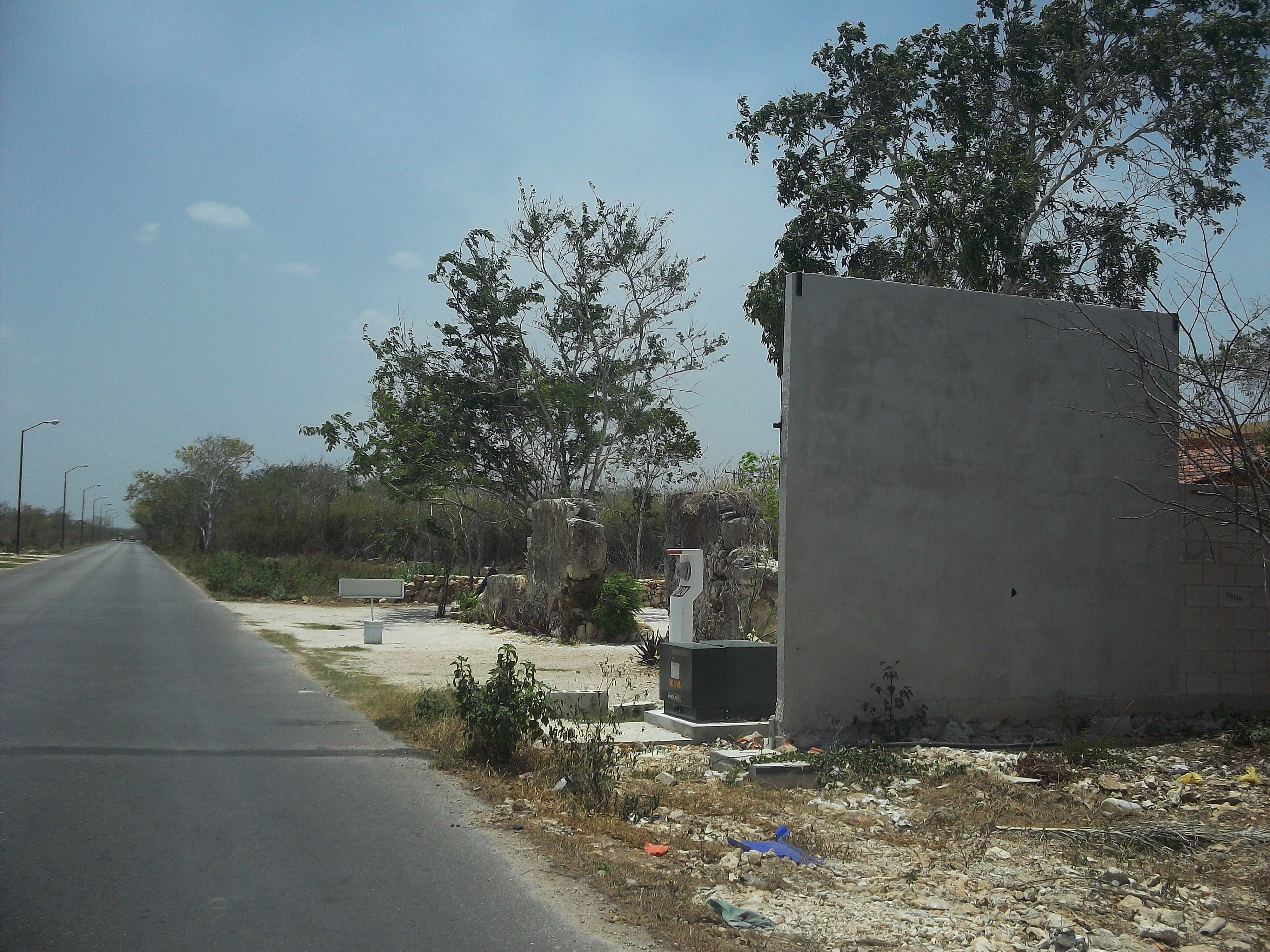
Entrada a San Juan Xcotún.
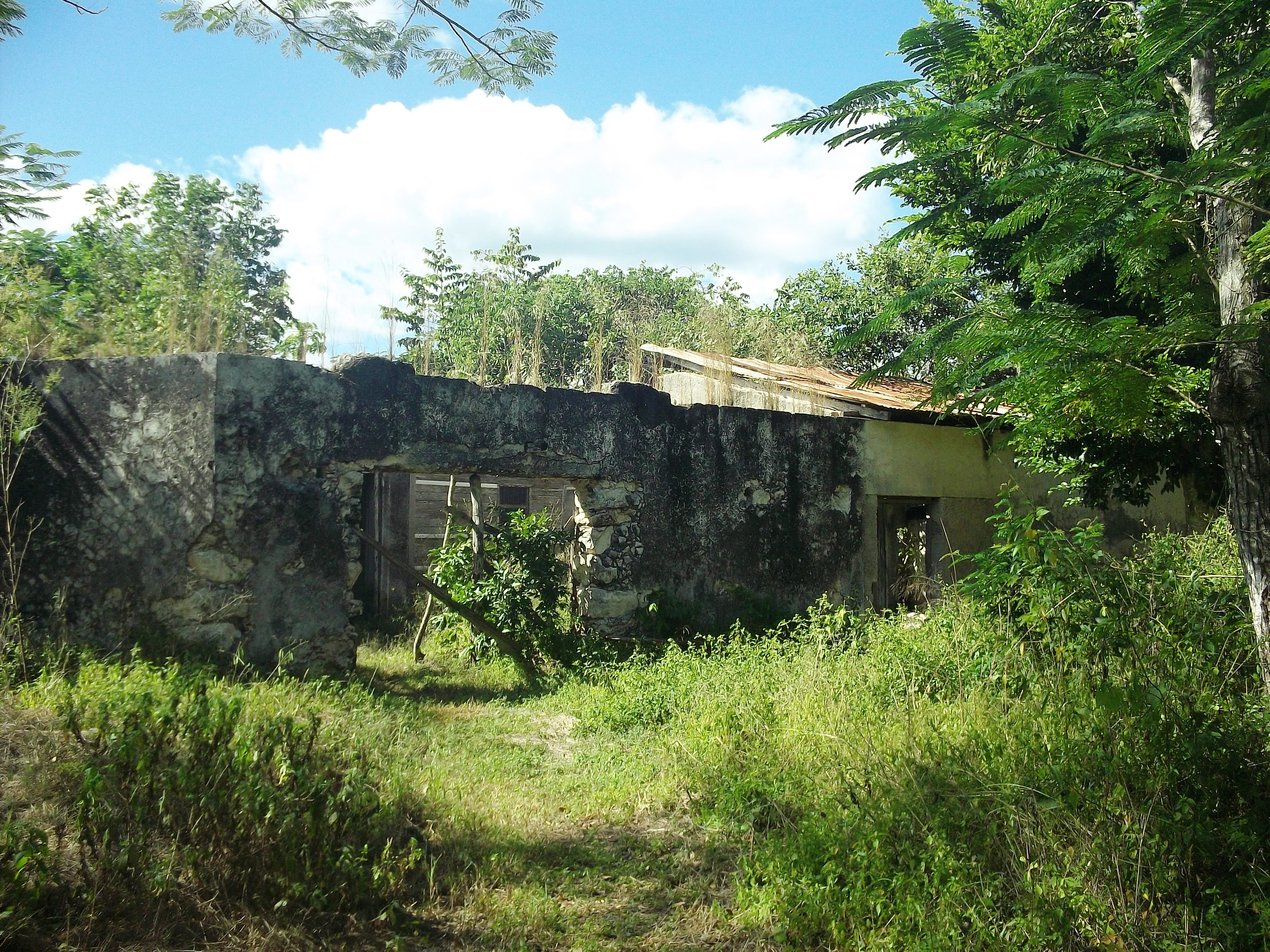
Casa de San Juan Xcotún.
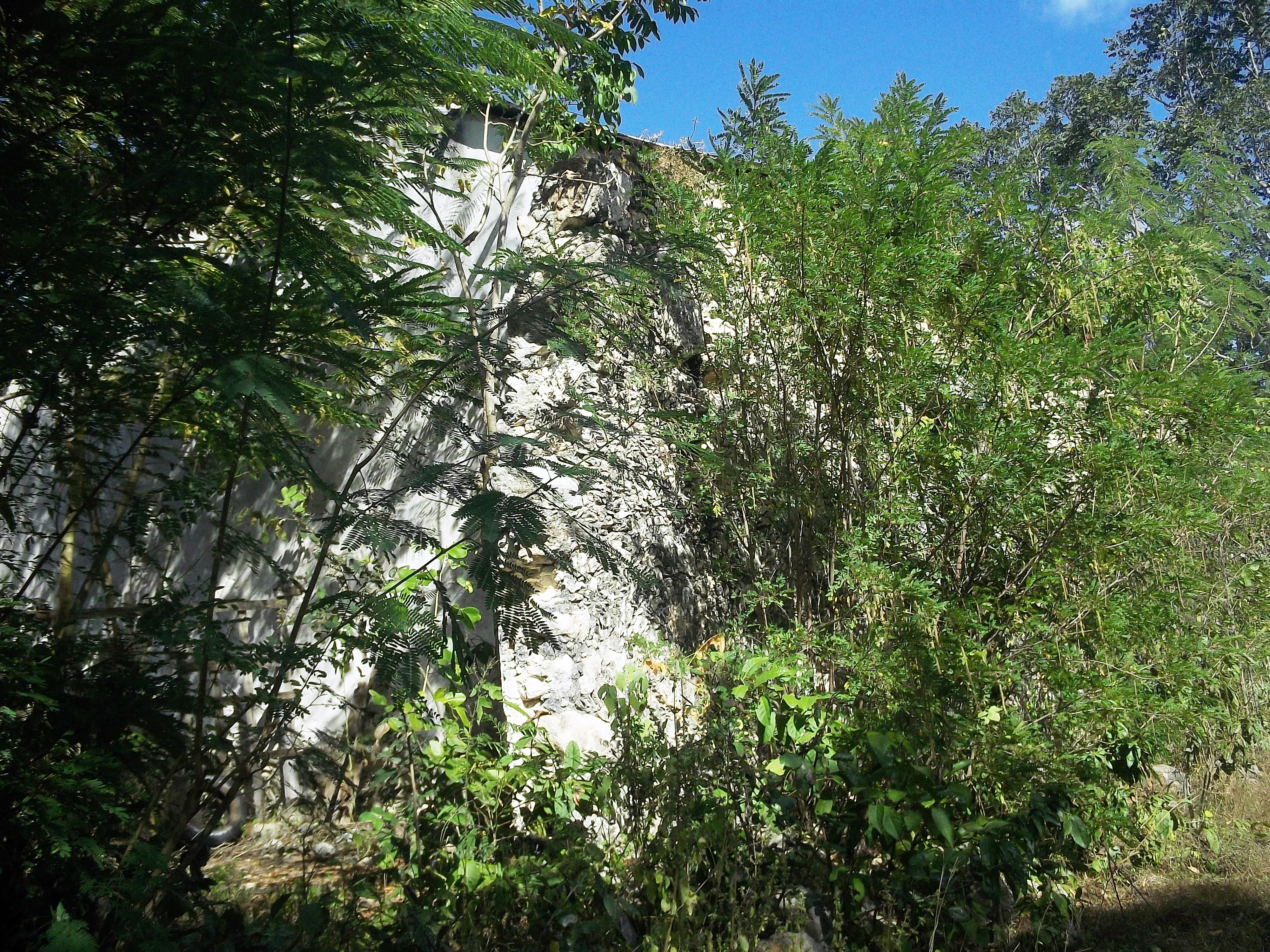
Casa de San Juan Xcotún.
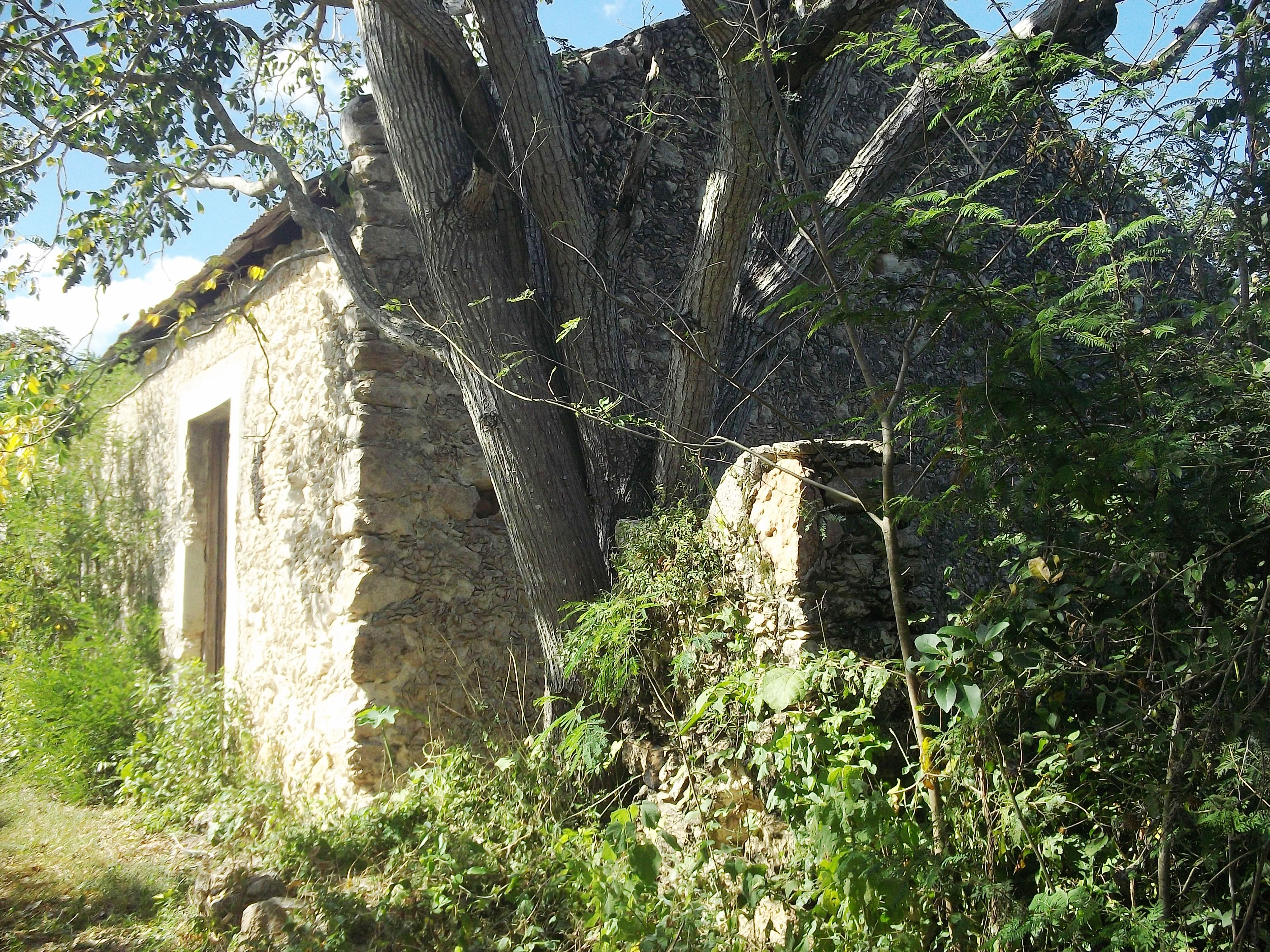
Casa de San Juan Xcotún.